# Orphelinat américain de Syros
À l’issue de la Grande Catastrophe en 1923, un grand nombre d’orphelins ont été recueillis au sein de l’orphelinat américain de Syros, nouvellement fondé. L’orphelinat a été implanté à Ermoupoli, en Grèce, au pied de la colline « Avgo » sur une grande surface expropriée. Trois grands bâtiments ont été construits pour loger les filles, les garçons et le personnel, grâce aux donations de la fondation philanthropique Near East Foundation. Les activités éducatives de l’orphelinat étaient variées et en avance sur leur époque. L’orphelinat intégrait une école primaire à six niveaux avec des classes à double niveau, ainsi qu’une section professionnelle pour l’apprentissage des pensionnaires (broderie, reliure, cordonnerie...). Les enfants avaient la possibilité de poursuivre leurs études au collège-lycée et à l’université de l’île. De nombreux témoignages de réfugiés de la première et de la deuxième génération attestent du haut niveau d’enseignement, de la qualité des soins et de l’hygiène. L’établissement a fonctionné jusqu’en 1929 puis a été transformé en camp militaire. Aujourd’hui de nombreuses photographies et objets de la vie quotidienne de cette époque y sont exposés dans un espace musée,,,,.